# 艾菲爾鐵塔
艾菲爾鐵塔（法語：Tour Eiffel，[tuʁ‿ɛfɛl] ⓘ，也常稱為巴黎鐵塔）是位于法國巴黎第七区、塞纳河畔戰神廣場的鐵製镂空塔，为巴黎城市地标之一，也是法国文化象征之一，並且是巴黎最高的人工構造物。正式地址为Rue Anatole-France 5号。
埃菲尔铁塔建成于1889年，初名为“三百米塔”，后得名自其设计师居斯塔夫·埃菲尔。铁塔是世界建筑史上的技术杰作，也是世界上最多人付費參觀的名勝古跡，这个为了1889年世界博览会而落成的金属建筑，2011年約有698萬人參觀，是法国参观人数第二多的文化景点。1986年美國土木工程師協會將該建築列入国际土木工程历史古迹，1991年，艾菲爾鐵塔連同巴黎塞納河沿岸整座被列入世界遺產。
埃菲尔铁塔以312米的高度，占据世界最高人造建筑的位置长达四十年，直到1931年被位於纽约的克萊斯勒大廈超越。其位于279.11米处的观景平台是欧盟范围内公众能够抵达的最高的观景台，在全欧洲范围内仅次于莫斯科的奥斯坦金诺电视塔。铁塔的总高度曾通过安装天线而多次提高。这些天线曾被用于许多科学实验，现在主要用于发射广播电视信号。

## 歷史

### 起源

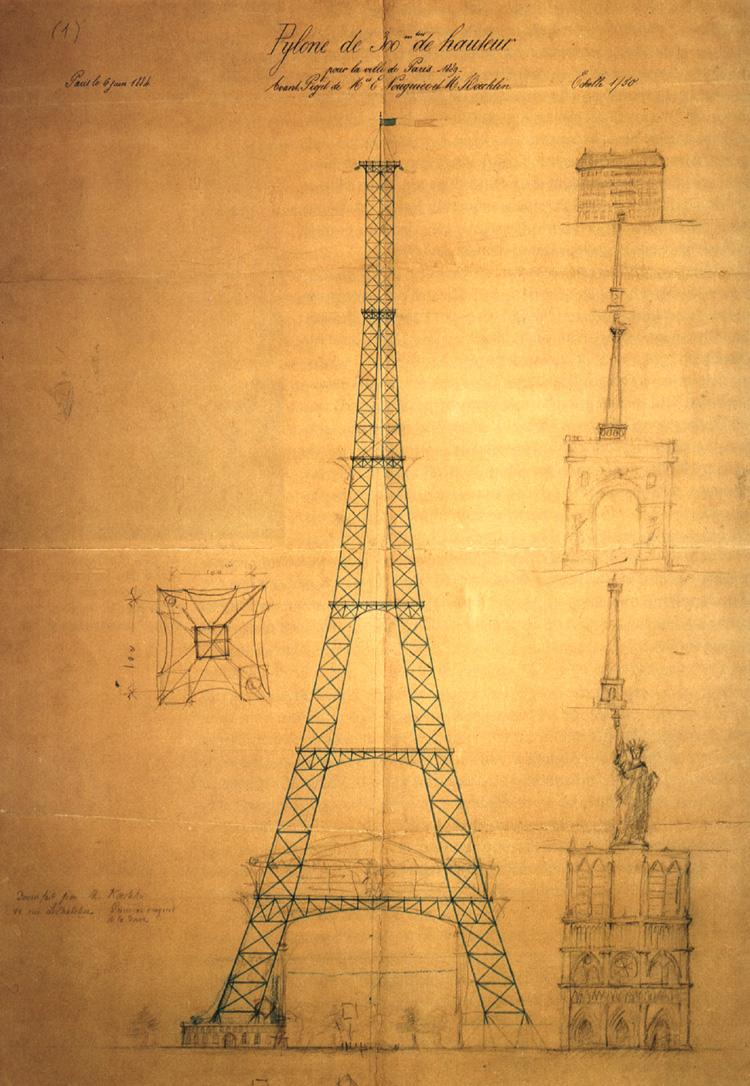
莫雷斯·克什兰的草稿

隨著工業化革命的技術可能性出現了建造高層建築物的想法。塔式結構尤其反映了當時的時代精神，早在1833年，英國人理查德·特雷維希克就提議建造一根1000英尺（304.80公尺）高的鑄鐵塔，由1000個支架支撐，底部直徑30公尺，頂部直徑3.60公尺。然而，特雷維西克在他的計劃公佈後不久就去世了。美國工程師托馬斯·柯提斯·克拉克和大衛·里夫斯接受了這個想法，並想為1876年費城世界博覽會建造盛年塔（Centennial Tower），該建築設想一個直徑為9公尺的圓柱形鐵管作為核心，並用鋼索支撐。該項目最後沒有實現。
1881 年，法國工程師阿梅迪·塞比洛（Amédée Sébillot）從美國旅行歸來，提出「太陽塔」上的燈，照亮整個巴黎大都市區的想法。在法國政府於1884年5月宣布將於1889年舉辦世界博覽會後，他與特羅卡德羅宮的建造者朱爾斯·布爾代斯一起制定了計劃。該設計讓人想起傳說中的亞歷山大燈塔重建，並帶有許多裝飾品，受到了極大的保留，在1886年5月的官方規劃競賽之前一直被公開討論。但由於缺乏技術可行性，太陽塔的案子最終沒有建成。
埃菲尔鐵塔的項目設計，要歸功於莫里斯·凱什蘭和埃米爾·諾吉耶，他們是埃菲尔建築公司（Compagnie des Établissements Eiffel）的兩名高級工程師。這棟建築是為1889年世界博覽會而建。艾菲爾曾說其靈感來自於1853年紐約萬國工業博覽會上建造的一個叫做萊廷觀覽塔的建築
1884年5月，克什兰在家工作時畫出建築的草圖，他將其描述為“一個巨大的塔架，由四根格子梁組成，先從底部分開並在頂部連接，並由金屬桁架定期連接在一起，埃菲尔最初對他們的設計並不感興趣，兩位工程師隨後請公司建築部門的建築部主任斯特芬·索維斯特繪製了一份新圖稿之後，艾菲爾改變了主意並出錢買下了設計專利權。並以公司名義在1884年秋季的裝飾藝術展上展出。 1885年3月30日，埃菲爾向法國土木工程師協會提交了他的計劃；在討論了技術問題並強調塔的實際用途，並強調了氣象學、天文學和空氣動力學的科學重要性，他稱：
鐵塔將象徵著現代工程師的藝術，更是對我们所生活的世纪，經歷18世纪的科學革命运动和1789年的革命為世紀開闢了道路，为了表达法国的感激之情，将为此建造这座纪念碑。
艾菲爾在鐵塔介紹中並未特別強調斯特芬的名字。因此該塔在計畫階段就已與艾菲爾聯繫在一起，甚至在建造之前就被命名為艾菲爾鐵塔，不過埃菲爾本人從來沒有這樣稱呼過鐵塔。1885 年春天，建築成本估計為3,155,000法郎，塔的重量預計為4,810噸。最終，艾菲爾鐵塔的全鋼結構重達7300噸，為建造成本增加了兩倍半以上。
直到1886年儒勒·格雷維再次當選法國總統，愛德華·拉可羅（Édouard Lockroy）當選貿易部長。拉可羅決定為世博會場所配置設計一個中軸線的建築物。5月1日，拉可羅宣布舉辦
針對法國建築師和工程師的世博會建築創意競賽。並在5月12日成立了委員會，來審查艾菲爾的及其競爭對手們的計劃，大約有100名申請者參與其中，其中許多評審接受了艾菲爾塔式結構的想法，在對塔的確切位置進行了一番辯論後，一個月後，委員會決定除艾菲爾之外的所有提議，全部都不切實際且缺乏細節，最後決定埃菲尔鐵塔入選。 
艾菲爾在沒有一些裝飾元素的情況下，再次對斯特芬的圖稿進行了重新設計，並以這個折衷方案贏得了比賽，隨後於1887年1月8日以自己而非公司的名義，簽署了一份合同，僅得到了150萬法郎的資金，距離預期的650萬甚遠，但相應的是，他得到了博覽會開辦後20年鐵塔所有收入的所有權。隨後，艾菲爾又組建了一個新公司來籌資、建造鐵塔。:121

### 藝術家的抗議

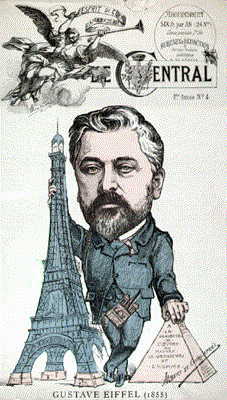
1887年2月14日發表在《時代》雜誌上的古斯塔夫·艾菲爾漫畫，將埃菲爾鐵塔與金字塔進行了比較。

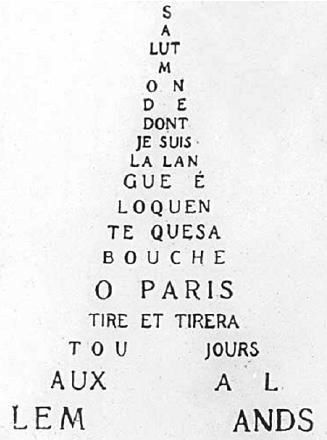
紀堯姆·阿波里奈爾的圖象詩

在當時的巴黎，擬議中的鐵塔計畫一直是爭議性的議題，引起了那些不相信興建可行，或是以藝術為由反對興建的批評聲浪，畢竟在艾菲爾鐵塔建造之前，從來沒有任何建築物的高度能夠達到300 公尺高，這些反對意見也法國長期以來關於建築與工程之間關係的爭論。在戰神廣場開始興建時，社會輿論就達到了頂點，藝術和文化歷史學家雅各·布克哈特將這座建築視為整個歐洲和美國無思想的閒人的廣告。一些重要的藝術家成立了“三百米委員會”，委員會由著名建築師查爾斯·加尼葉領導，成員包括威廉·阿道夫·布格羅、 居伊·德·莫泊桑、夏爾·古諾和朱爾·馬斯奈，委員會隨後寄出名為《藝術家反對艾菲爾鐵塔》的請願書，發送給工程部長兼博覽會專員阿道夫·阿爾芬德上，並於1887年2月14日由《Le Temps》出版：
我們作家、畫家、雕塑家、建築師，對巴黎迄今未受破壞的美麗充滿熱情的奉獻者，以輕視法國品味的名義，以我們所有的力量，以我們所有的憤慨，反對建造這座無用且可怕的艾菲爾鐵塔，想像一下，一座令人眩暈、荒謬的塔就像龐然大物的黑色煙囪般統治著巴黎，巴黎圣母院、圣雅克塔、盧浮宮、荣军院、凱旋門將會被壓垮，我们所有纪念碑将被屈辱消失在這場可怕的夢中，二十年內……我們將看到可恨的螺栓金屬板柱的可恨陰影像墨水一樣延伸。
請願書並非一個孤立的案例，萊昂·布洛伊將埃菲爾鐵塔描述為“悲慘的路燈”，保爾·魏爾倫描述為“鐘樓的骨架”，法蘭索瓦·科佩描述為“一根固定，不完美、混亂和畸形的鐵桅杆，另一方面，公開展示的鐵製建築與缺失的立面也被認為是徹頭徹尾的醜聞
，戰神廣場的一位居民甚至對州和市提起訴訟，因為擔心埃菲爾鐵塔會倒塌並摧毀他的房子。法院只允許在艾菲爾對任何損害負責的情況下，可進行進一步的建設。
艾菲爾通過將鐵塔比作埃及金字塔來回應這些批評：「我的塔將是人類建造最高的建筑物。它的方式不會也很宏偉嗎？ 為什麼在埃及令人欽佩的東西，在巴黎會變得醜陋和可笑？」愛德華·洛可羅伊在寫給阿爾芬德的一封支持信中也處理這些批評，他諷刺道：「從莊嚴的節奏、隱喻的美感、精緻而精確的風格的優雅來看，可以看出這次抗議是我們這個時代最著名的作家和詩人合作的結果。」他解釋說，藝術家的抗議是無關緊要的，因為鐵塔的項目早在幾個月前就已決定好，並且建設也已經在進行中。
事實上，加尼葉也是鐵塔委員會的成員，該委員會審查了各種提案，並沒有提出任何反對意見。因此艾菲爾同樣不擔心這個問題，他向記者指出，僅根據圖紙來判斷塔的效果還為時過早，戰神廣場距離抗議中提到的紀念碑足夠遠，幾乎沒有風險表明鐵塔將有壓垮這些歷史建築的可能，並提出了鐵塔的美學論點：「自然力的規律，不總是符合和諧的秘密規律嗎？」。艾菲爾鐵塔完工後後，一些抗議者改變了主意；其他人仍然不相信，像是居伊·德·莫泊桑據說每天都在塔樓的餐廳吃午餐，因為這裡是巴黎唯一一個看不到塔樓的地方。
到1918年，紀堯姆·阿波里奈爾寫了一首塔形的民族主義詩歌（圖象詩），表達他在第一次世界大戰的感受後，鐵塔已成為巴黎和法國象徵的看法。至今艾菲爾鐵塔被廣泛認為是一種非凡的結構藝術品，經常出現在電影和文學作品中。

### 建造

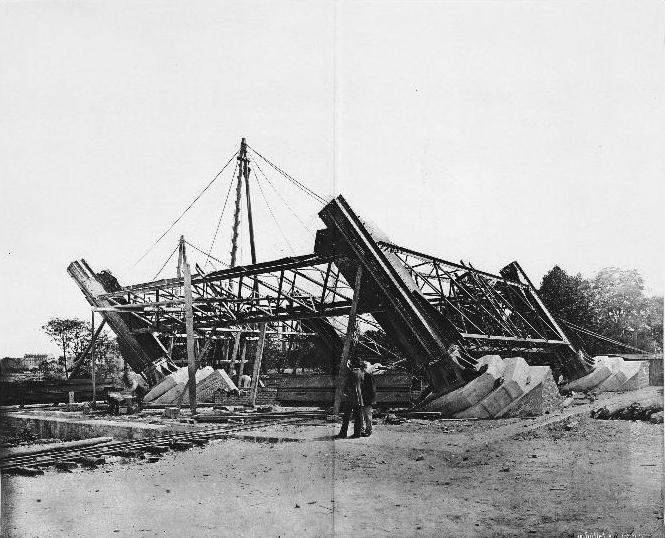
1887年7月18日: 開始安裝金屬部件
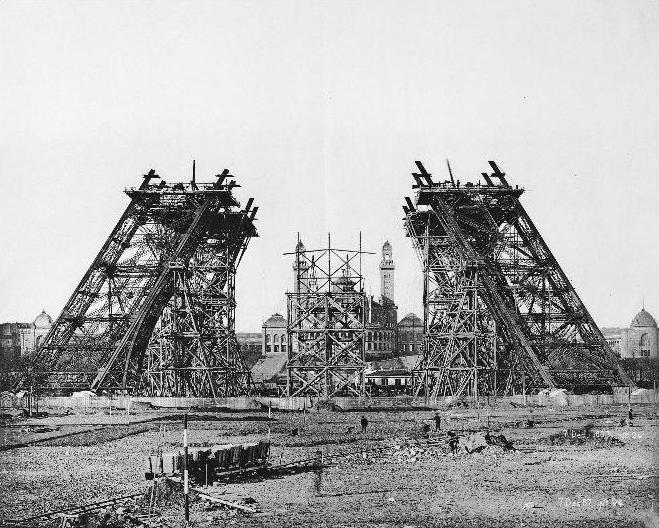
1887年12月7日: 建造塔腳
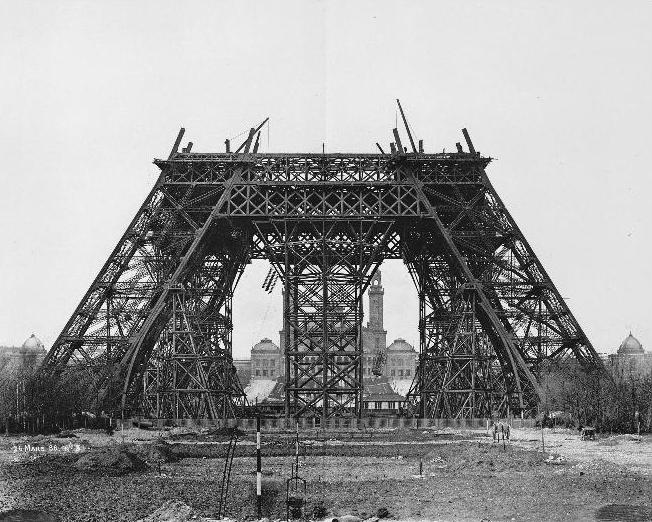
1888年3月20日: 第一層完成
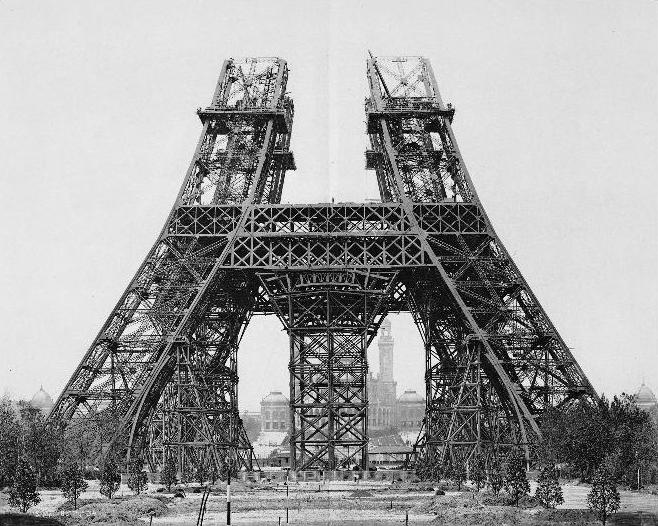
1888年5月15日: 二期開工
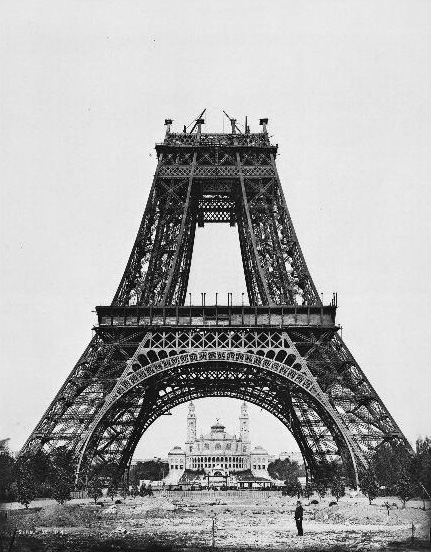
1888年8月21日 第二層完成
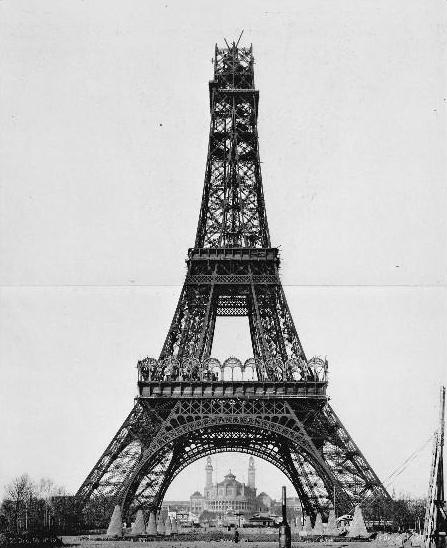
1888年12月26日: 上層建設
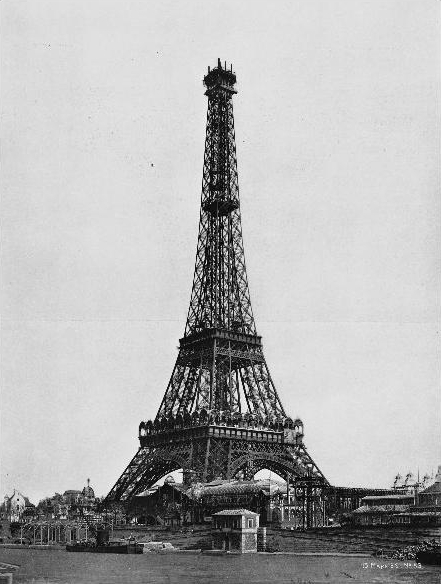
1889年3月15日: 圓頂建造

艾菲爾铁塔的基座工程從1887年1月28日起建埃菲爾使用水坑鍛鐵作為建築材料，這有助於其耐用性，東塔腳和南塔腳的結構很簡單，每條置在四塊2公尺（6.6英尺）的混凝土板上，每條腿的主梁各有一塊。靠近塞納河的西塔腳和北塔腳較複雜：每塊板需要安裝兩個樁，並使用壓縮空氣沉箱好安裝15公尺(49英尺) 長和6公尺(20英尺)的深度，驅動深度為22公尺 (72英尺)用於支撐6公尺(20英尺) 厚的混凝土板。這些石板中的每一個都支撐一塊頂部傾斜的石灰石，好支撐金屬結構。
塔腳都通過一對直徑為10厘米（4英寸）、長7.5公尺（25英尺）的螺栓固定在石製品上。基座工程於6月30日完成，金屬結構的安裝也在此刻開始。現場可見的工程，與幕後進行大量嚴格的準備工作相輔相成：製圖室共大約40名技術繪圖員製作約1,700份總圖和3,629份詳細圖紙，涉及所需約18,038個不同部件。繪製組件的任務，因設計中涉及的複雜角度和所需的精確度而變得複雜：鉚釘孔的位置被指定在1毫米（0.04 英寸）內，角度計算為1弧度。  完成的部件，以及一些已經鉚接成子組件，則是從巴黎郊區勒瓦盧瓦-佩雷的一家工廠用馬拉車搬運到工區，首先用螺栓固定在一起，隨著施工的進行，螺栓被鉚釘取代。現場不進行鑽孔或成型：如果任何零件不適合，則將其送回工廠進行改造，埃菲尔铁塔的工程中，總共使用 250 萬個鉚釘將18,038個零件連接。
起初，塔架被建造成懸臂，但大約在第一層建造的一半時，又建造一個堅固的木腳手架。這再次引起人們對鐵塔結構完整性的擔憂，以及諸如《艾菲爾自殺！...》《艾菲爾瘋了！他被關在精神病院》之類等聳人聽聞的頭條新聞。 實際上在這個階段，木腳手架的設計是用於移動鐵塔上的小型“爬行”起重機，好將每條塔架上安裝在四個升降機導軌。在1888年3月時，完成了第一層連接金屬塔架結構的關鍵階段。儘管塔架結構的準備非常注重細節，但還是做了一些小調整以精確對齊塔架；每條塔架的底部都安裝了液壓千斤頂，能夠施加800噸的承載力，並且塔腳被有意建造成稍微陡峭的角度，並由腳架上的沙箱支撐。多達250人參與了艾菲爾铁塔的施工，其中大約 150 人在現場鉚接組件。除了木匠之外，建築工人中也有清掃煙囪的人，因為他們習慣於在高處工作。工作輪班在冬季持續九個小時，在夏季持續十二個小時。1888年9月，工人罷工；三個月後，他們再次停工並要求加薪，艾菲爾與他們進行了談判，並在第一層完工的平台上為他們設立了食堂。由於埃菲爾的安全預防措施和使用可移動的過道、護欄和屏風，工程只有1人死亡。

#### 升降機

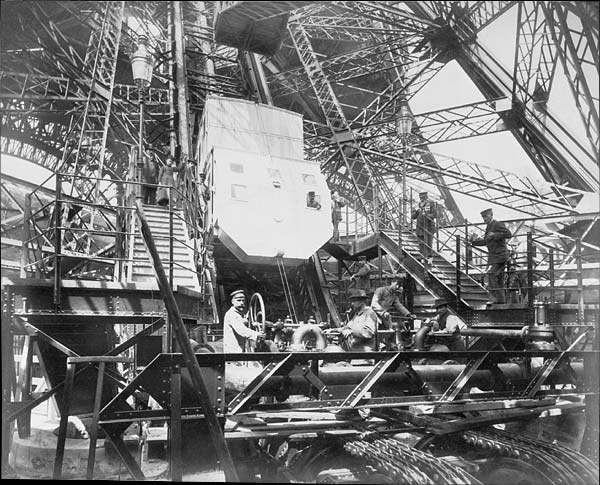
在施工期間的Roux, Combaluzier & Lepap斜道升降機，注意前景中的驅動鏈輪和鏈條。

在艾菲爾鐵塔的建造過程中，內部安裝了五座當時最先進的液壓電梯，這些電梯的設置是世博會與政府委員會的重要關注點，旨在確保充足且安全的運輸功能。雖然一些遊客可能會選擇爬到第一層或第二層，但電梯仍是主要遊客前往頂部觀景的重要設施。
建造通往第一層的斜道升降機相對簡單，由於塔柱足夠寬且幾乎筆直，可以容納一條筆直的軌道空間。法國公司魯氏、康巴盧奇耶與勒帕佩公司（Roux, Combaluzier & Lepape）簽訂了安裝東西塔腳兩部升降機的合同。他們使用了一對帶有剛性、鉸接連接的環形鏈條。這些鏈條的上部或返回部分的某些鏈節上附有鉛塊，以平衡升降機的大部分重量。由於斜道升降機是從下面推上來，而不是從上面拉上去，為了防止鏈條彎曲，升降機被封閉在一個導管中。在運行軌道的底部，鏈條通過直徑約3.9米的鏈輪，而頂部的較小鏈輪則引導鏈條。

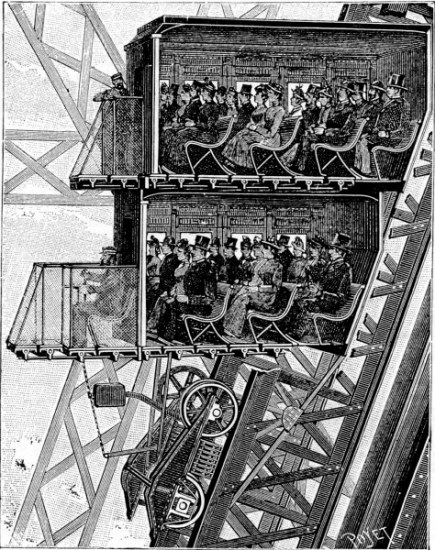
第二層的奧的斯電梯

安裝到第二層的電梯更具挑戰性，因為涉及較多彎曲位置，增加了升降機直線工程的複雜程度。沒有一家法國公司願意承擔這項工作。奧的斯電梯公司歐洲分公司提交了一份提案，但因世博會章程排除了建造塔樓時使用任何外國材料而被拒絕。在仍然沒有法國公司願意承擔的狀況下，合同最終於1887年7月交給奧的斯公司。奧的斯設計了兩部沿軌道運行的大型油壓電纜升降機，每個電梯可容納25名乘客，操作員佔據第一層的外部平台。動力由一個長12.67公尺（41英尺7英寸）、直徑96.5厘米（38.0英寸）的傾斜液壓油缸提供，行程為10.83公尺（35英尺6英寸）。。
用于第二層和第三層之間的電梯由萊昂·埃杜（Léon Edoux）提供。一對81公尺的液壓油缸安裝在第二層，幾乎到達第三層的一半。升降電梯安裝在這些柱塞的頂部，電纜從電梯的頂部一直延伸到第三層的滑輪，然後再回到第二輛電梯。每輛電梯僅行駛二層和三層之間的一半距離，乘客需要通過一個短過道在中途更換電梯。每輛10噸的電梯可載65名乘客。

### 落成和1889年的博覽會

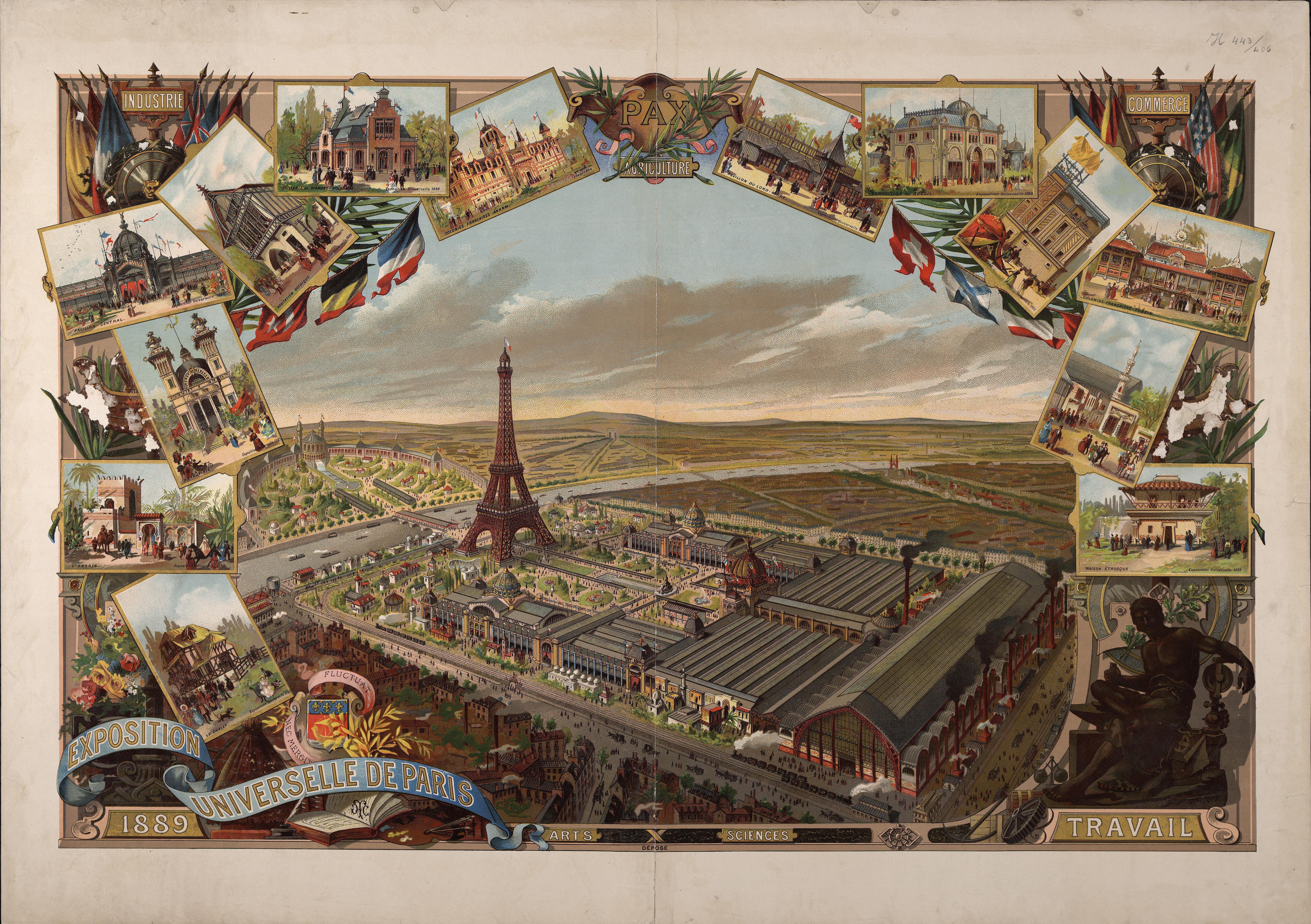
1889 年世界博覽會的景色

艾菲爾铁塔的主要結構工程於1889年3月結束，3月31日，埃菲爾在媒體代表的陪同下帶領一群政府官員登上塔頂，以慶祝艾菲爾鐵塔的落成。由於升降機尚未投入使用，因此一行人則步行攀登，耗時一個多小時才到達，艾菲爾經常在中途停下來解釋鐵塔結構的特徵。大部分官員選擇了在較低的層級停留，但少數人，包括結構工程師、建築負責人埃米爾、市議會主席、《费加罗报》記者和《畫報世界》記者登上塔頂。下午2點35分，伴隨著在第一層發射的25響禮炮，艾菲爾懸掛了一個大型的三色旗，给巴黎世界博览会开幕典禮剪彩。
1889年5月15日，巴黎世界博览会開幕後的9天，艾菲爾铁塔才向公眾開放；儘管當時電梯還沒有完工。但這座塔卻在公眾獲得了立竿見影的成功，在5月24日給鲁道夫·菲尔绍的一封信中，海因里希·施利曼在鐵塔正式開幕後獲得了攀登的機會，稱讚該結構是工程能力的奇蹟，沒有它，巴黎舉行世界博覽會—就會毫無吸引力。儘管人們欣喜若狂地稱讚铁塔是法國展現國力強盛的典範，但無情的批評仍然存在。無論如何，據法國哲學家、作家和文學評論家羅蘭·巴特所道：「铁塔極大地激發了時代精神，使人們對此產生了巨大的吸引力。」
在5月26日電梯投入使用之前，近30,000名遊客共攀登了1,710級台階登上塔頂，當時艾菲爾铁塔的門票價格為第一層2法郎、第二層3法郎、頂層 5 法郎，週日半價入場，到展覽結束時，參觀者已達1,896,987人。

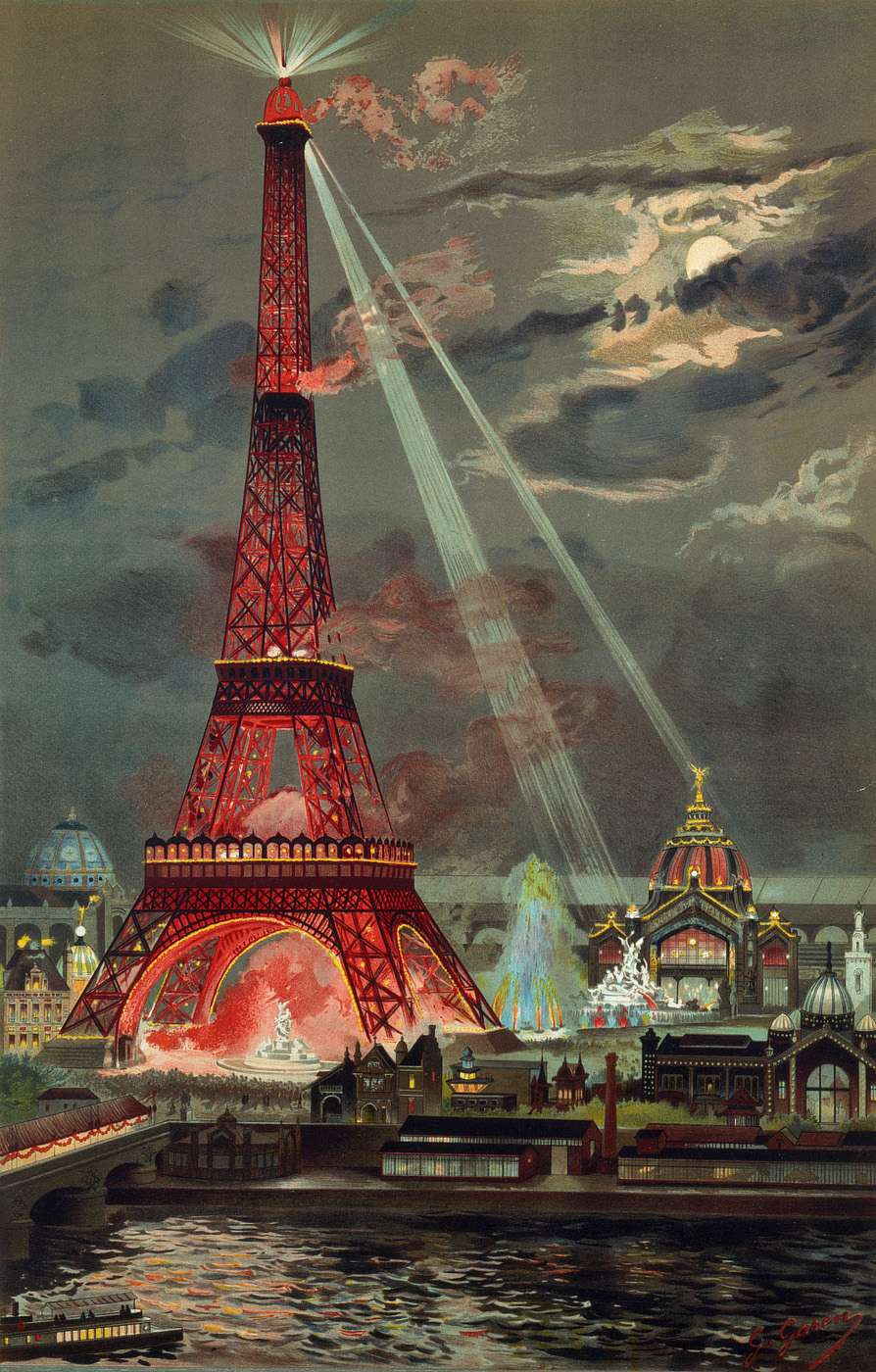
博覽會期間铁塔的夜間照明

天黑後，艾菲爾铁塔被數百盞煤氣燈點亮，一盞烽火台發出紅、白、藍三道光束。安裝在圓形軌道上的兩個探照燈被用來照亮博覽會的各個建築物。在第二層，《费加罗报》設有一個辦公室和一個印刷機，在頂部設有一個郵局，遊客可以在那裡寄信和明信片，作為他們訪問铁塔的紀念品。艾菲爾铁塔的著名參觀者包括英國國王爱德华七世與五名皇室成員、卡扎尔王朝國王納賽爾丁沙阿、希臘喬治王子、比利時國王阿爾貝一世、俄國沙皇尼古拉二世、日本明治天皇之子嘉仁、莎拉·伯恩哈特、水牛比爾（他的狂野西部表演是博覽會的一大亮點）和湯瑪斯·愛迪生，當時在倫敦讀書的聖雄甘地也在世博會上攀登了埃菲爾鐵塔，艾菲爾後邀請愛迪生到他位於塔頂的私人公寓，愛迪生在那裡向他展示了他的一部留聲機，這是一項新發明，也是此次博覽會的眾多亮點之一。愛迪生在留言簿上簽了字：
亞歷山大·古斯塔夫·艾菲爾是一位勇敢的建造者，他令包括偉大工程師湯瑪斯·愛迪生在內的所有工程師，懷有最大的敬意和欽佩，創造瞭如此巨大而原始的現代工程技術。
艾菲爾獲得了這座塔的許可證，可以使用20年。它將於1909年被拆除，屆時其所有權將歸還給巴黎市，但由於該塔被證明對無線電報很有價值，因此在該塔到期後被允許保留許可證，從1910 年開始，它也成為國際授時服務的一部分。艾菲爾利用他在塔頂的公寓進行氣象觀測，還利用塔進行了空氣阻力對墜落物體作用的實驗。
埃菲爾鐵塔開放時，是當時世界上最高的建築，總高度為312公尺，擊敗了169.3公尺的華盛頓紀念碑，成為當時的世界最高建築物。當時最高的建築是都靈約167.5米高的安托內利尖塔，於1888年竣工。

### 20世紀
20世紀初，艾菲爾鐵塔發生了許多創新，1900年的世界博覽會，艾菲爾铁塔東段和西段的電梯被法國公司Fives-Lille建造的電梯所取代，電梯一直延伸到第二層。以在第一層的上升角度發生變化保持地面水平，與奧的斯升降機類似的液壓機構驅動，北柱的電梯被拆除，取而代之的是通往第一層的樓梯。第一層和第二層的佈局都進行了修改，第二層的空間可供遊客使用。
1901年10月19日，亞伯托·桑托斯·杜蒙到達巴黎後開始安排熱氣球飛行，並以六號飛船成功地往返聖克盧公園及艾菲爾鐵塔。贏得了法國石油商人亨利·多伊奇·德拉默爾特提供的100,000法郎獎金，1910年，特奧多爾·沃爾夫神父測量了塔頂和底部的輻射能。他在頂部發現了比預期更多的輻射，偶然發現了今天被稱為宇宙射線的帶電高能次原子粒子。兩年後，1912年2月4日，奧地利裁縫弗蘭茲·瑞切特 (Franz Reichelt) 從塔的第一層（高度57公尺）跳下，以展示他的降落傘設計，實驗卻以瑞切特墜樓死亡告終。

#### 第一次世界大戰與廣播信號
1914年，當第一次世界大戰爆發時，艾菲爾鐵塔對公眾關閉，成為軍方的電信中心，位於塔內的無線電發射機除了攔截加密的敵方無線電通訊，導致間諜瑪塔·哈里被捕。甚至還成功並干擾德國的無線電，嚴重阻礙了他們在巴黎的推進，並為盟軍在第一次馬恩河戰役中的勝利做出了貢獻。 
1921年12月24日，艾菲爾鐵塔開始傳輸廣播信號。露西安·吉特里和薩沙·吉特里第一次從鐵塔播放他們的廣播節目《Radio Tour Eiffel》。這也是是歐洲第一次公共廣播。一年後，即 1922年2月6日，在北柱設立了一個臨時演播室，吉特里、伊馮娜·普林滕普斯和導演費里在此進行廣播。從1925年到1934年，雪鐵龍的照明標誌裝飾了塔的三個側面，使其成為當時世界上最高的廣告牆。
1925年，奧匈帝國的騙子維克多·拉斯提格曾兩次策劃出售艾菲爾鐵塔的騙局。一年後，即1926年2月，飛行員萊昂科萊特（Leon Collet） 在試圖塔下飛行時喪生。
1925 年，愛德華·貝林從塔樓廣播了第一個電視信號。這使得埃菲爾鐵塔成為世界第一座電信和電視塔，1929年，埃菲爾鐵塔廣播了來自 350 個氣象站的數據，使歐洲、北非和包括冰島和佛得角群島在內的大西洋島嶼之間能夠交流，1935年4月，該塔被用於進行實驗性低分辨率電視傳輸，使用功率為200瓦的短波發射機。11月17日，安裝了改進的180線變送器。
1929年，人们为了纪念艾菲爾对法国和巴黎的贡献，特别还在塔下为他塑造了一座半身铜像，安托萬·布德爾雕刻的古斯塔夫·艾菲爾半身像，於5月2日北腿底部揭幕。1930年，當紐約的克萊斯勒大廈落成時，艾菲爾鐵塔失去世界最高建築的稱號。1938年，第一層周圍的裝飾拱廊被拆除。

#### 第二次世界大戰
隨著1940年，第二次世界大戰德國占領巴黎，艾菲爾鐵塔電梯電纜被法國人切斷，對於德軍和阿道夫·希特勒來說，這意味著他們只能通過樓梯爬上鐵塔。德國士兵不得不爬上塔以懸掛以納粹標誌為中心的納粹德國國旗，但國旗幾個小時後就被吹走了，取而代之的是一個較小的國旗。德軍還在第一個觀景台上懸掛了一面橫幅，上面寫著「德國在所有方面都取得勝利」，希特勒於 1940 年 6 月 24 日親自訪問巴黎，他寧願不攀登埃菲爾鐵塔。鐵塔在佔領期間對公眾關閉，希特勒與纳粹政權的其他知名人物，如阿爾伯特·施佩爾和阿諾·布雷克定居下來，並在埃菲爾鐵塔前擺出各種姿勢，在當地民眾面前展示對法國人的勝利。當盟軍於1944年8月接近巴黎時，希特勒命令時任巴黎軍政長官迪特里希·冯·肖尔蒂茨將塔與城市的其他部分毀滅。迪特里希不服從命令，而是將其和平轉交給自由法國的軍隊。

#### 戰後
法軍於1944年8月25日解放巴黎，並在鐵塔的二樓安裝了發送機，以便能夠與英吉利海峽的武裝部隊進行通訊，電梯直到1946年才修復，6月重新向公眾開放後，在接下來的六個月內，超過 600,000名遊客登上了這座塔。隨著旅遊業的增加，鐵塔遊客人數穩步上升到每年超過一百萬，並在接下來的幾十年中不斷增加。
1956年1月3日，電視發射機發生火災導致塔頂受損。維修花了一年時間，1957年，現在的無線電天線被添加到頂部。1964 年，艾菲爾鐵塔被文化事務部長安德烈·馬爾羅正式宣佈為歷史古蹟。一年後，在北柱安裝了一個額外的電梯系統。根據採訪，1967年，蒙特利爾市長讓·德雷波與夏爾·戴高樂談判達成一項秘密協議，將這座塔拆除並臨時搬遷至蒙特利爾，作為1967年世界博覽會期間的地標和旅遊景點。據稱，該計劃被營運艾菲爾鐵塔的公司否決，因為擔心法國政府可能拒絕將塔恢復到原來的位置。

### 近代

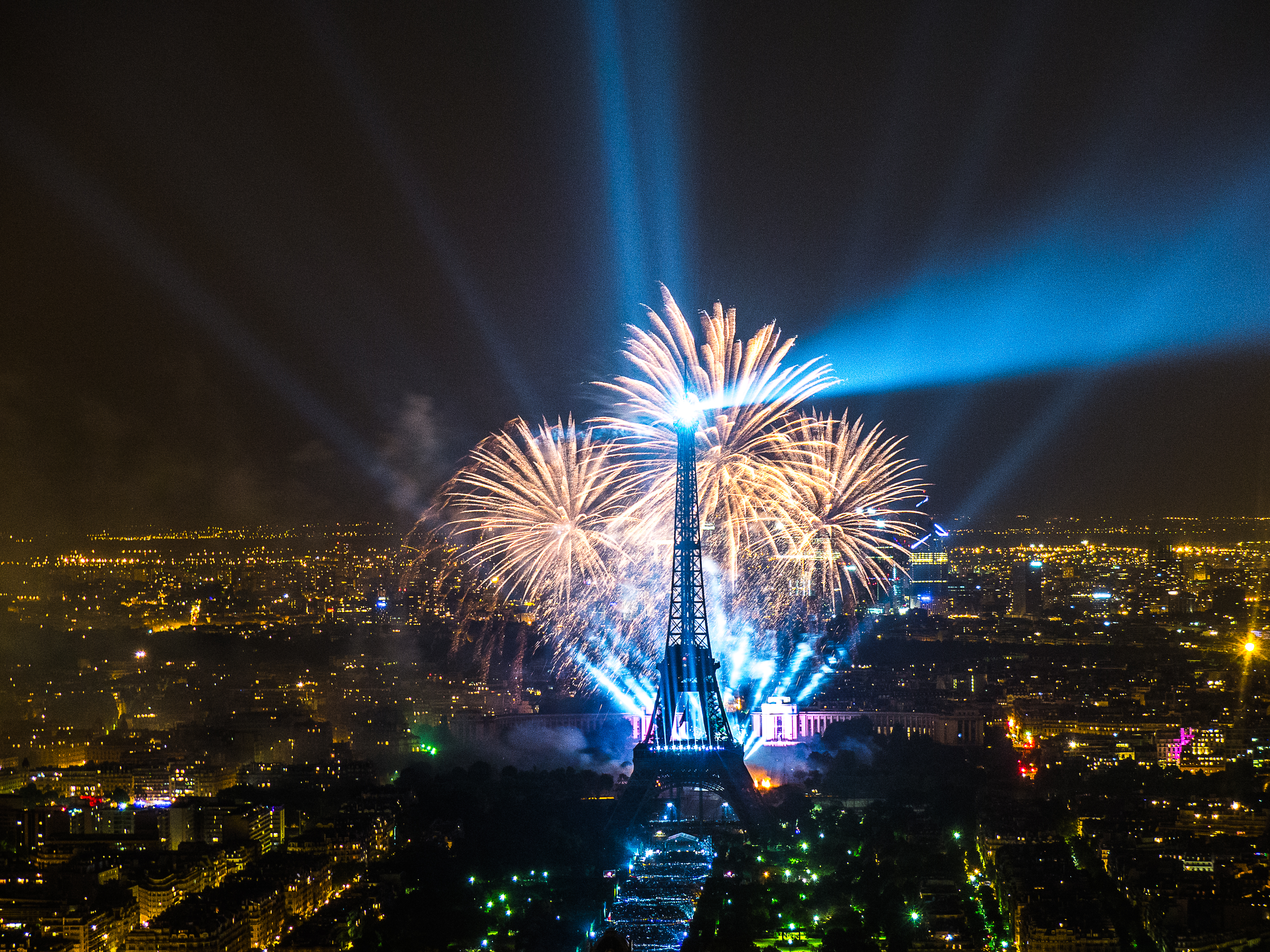
2013年7月14日，從蒙帕納斯大廈看到艾菲爾鐵塔的煙火。

1982年，原來二三層之間的電梯在服役97年後更換。在11月至3月期間對公眾關閉，因為液壓驅動器中的水往往會結冰。新電梯使用兩部Duolift升降機，採用長達160公尺的露天滑軌。每部升降機配備兩個轎廂來平衡彼此的負重量，即使在惡劣的天氣下，升降機的鍍鋅電纜和防冰裝置也能保證運行運行。同時安裝了兩個新的緊急樓梯，以取代了原來的螺旋樓梯。1983年，南柱安裝了奧的斯電動電梯。東段和西段的Fives-Lille升降機於1989年安裝，並於1986年進行了大規模翻新。更換了電梯，並安裝了電梯系統以使升降機完全自動化。
自1991年以來，塞納河沿岸及其位於艾菲爾鐵塔的蘇利橋和耶拿橋之間的建築物，被列為聯合國教科文組織世界遺產。
1999年12月31日舉行的「2000年倒計時」慶祝活動中，艾菲爾鐵塔上安裝了閃光燈和大功率探照燈。在一年的最後三分鐘，燈從塔的底部開始一直亮著，並以一場盛大的煙花表演迎接2000年。閃爍的燈光持續了18個月，直到2001年7月。艾菲爾鐵塔於2002年11月28日接待了第200,000,000位遊客，自2003 年以來，該塔每年約700萬名遊客到此參觀。2004年1月16日，为申办2012年夏季奥运会，法国巴黎市政府特意在艾菲爾铁塔上介绍了其为申奥所做出的准备情况，而艾菲爾铁塔更成为了该国申奥的“天然广告”。
2017年起，遊客必須經過安檢才能來到埃菲爾鐵塔正下方。
2017年8月5日夜，一名男子携刀试图闯入埃菲尔铁塔，結果被立即被捕。
2020年，艾菲爾鐵塔被選定2024年夏季奧林匹克運動會鐵人三項和游泳的競賽場地，艾菲爾鐵塔將迎來整修工程，預計將鐵塔上19層的油漆全數清除，並以金色調作為取代原本的棕色。
2023年8月12日，埃菲尔铁塔一度因遭遇炸弹威胁而臨時關閉，後來重新開放。

## 設計

### 位置和環境

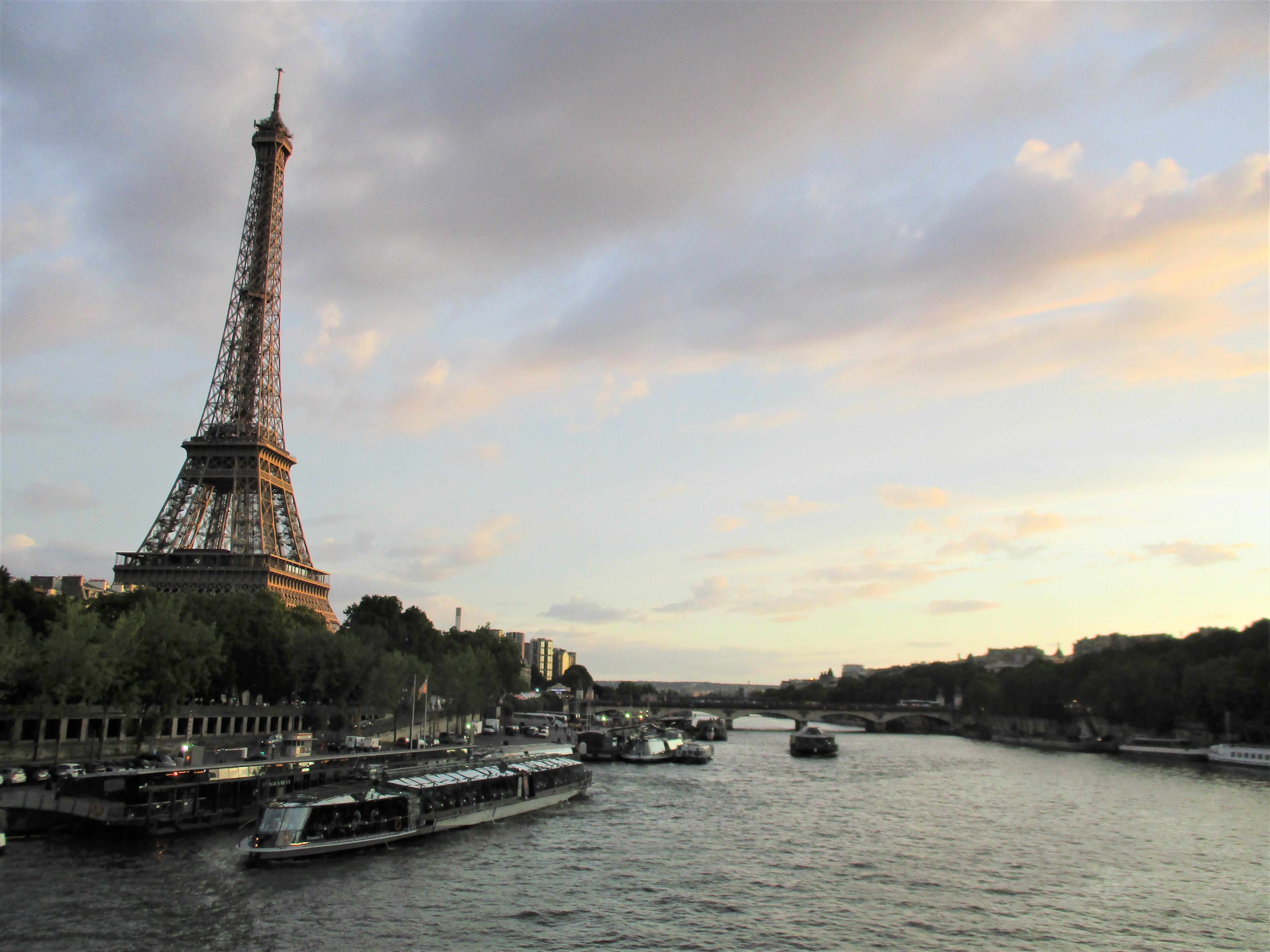
埃菲尔铁塔和塞纳河

艾菲爾鐵塔位於巴黎市中心第七區西部，戰神廣場的西北端。海拔33米，離塞納河畔不遠，附近設有遊船碼頭。在埃菲爾鐵塔的西南邊，是塞納河呈狹長形狀的天鵝島（天鵝島）。軍事學校在建築物東南和西北的直接視線內，位於耶拿橋上方的河對岸。東北部靠近埃菲爾鐵塔的是布朗利河岸博物館。
以下對車輛開放的街道與塔區相接：西南是古斯塔夫·艾菲爾，東北是布爾多奈大道，西北是繁忙的布朗利碼頭，耶拿橋從這裡分岔穿過塞納河，東南方是醉酒大道，四條街道以埃菲爾鐵塔為中心劃定了一片樹木繁茂的長方形公園。不允許機車通過。
距離艾菲爾鐵塔最近的巴黎地鐵車站是比爾阿克姆站，最近的區域快鐵車站是阿爾瑪橋站。
艾菲爾鐵塔共分為四樓，分别在离地面57.6米、115.7米和276.1米处，其中一、二樓設有餐廳，第三樓建有觀景台，从塔座到塔顶共有1,711级阶梯，共用去钢铁7,000吨，12,000个金属部件，250万顆铆钉，模仿人體的骨頭而建，極為壯觀属于镂空结构铁塔，塔高為300公尺，總高320公尺。徒步登塔可以上第一层和第二层，費用為7欧元，坐缆车上第一层和第二层11欧元，最顶尖17.00欧元（價格至2016年8月18日）在此可以放眼巴黎全城。

### 材料

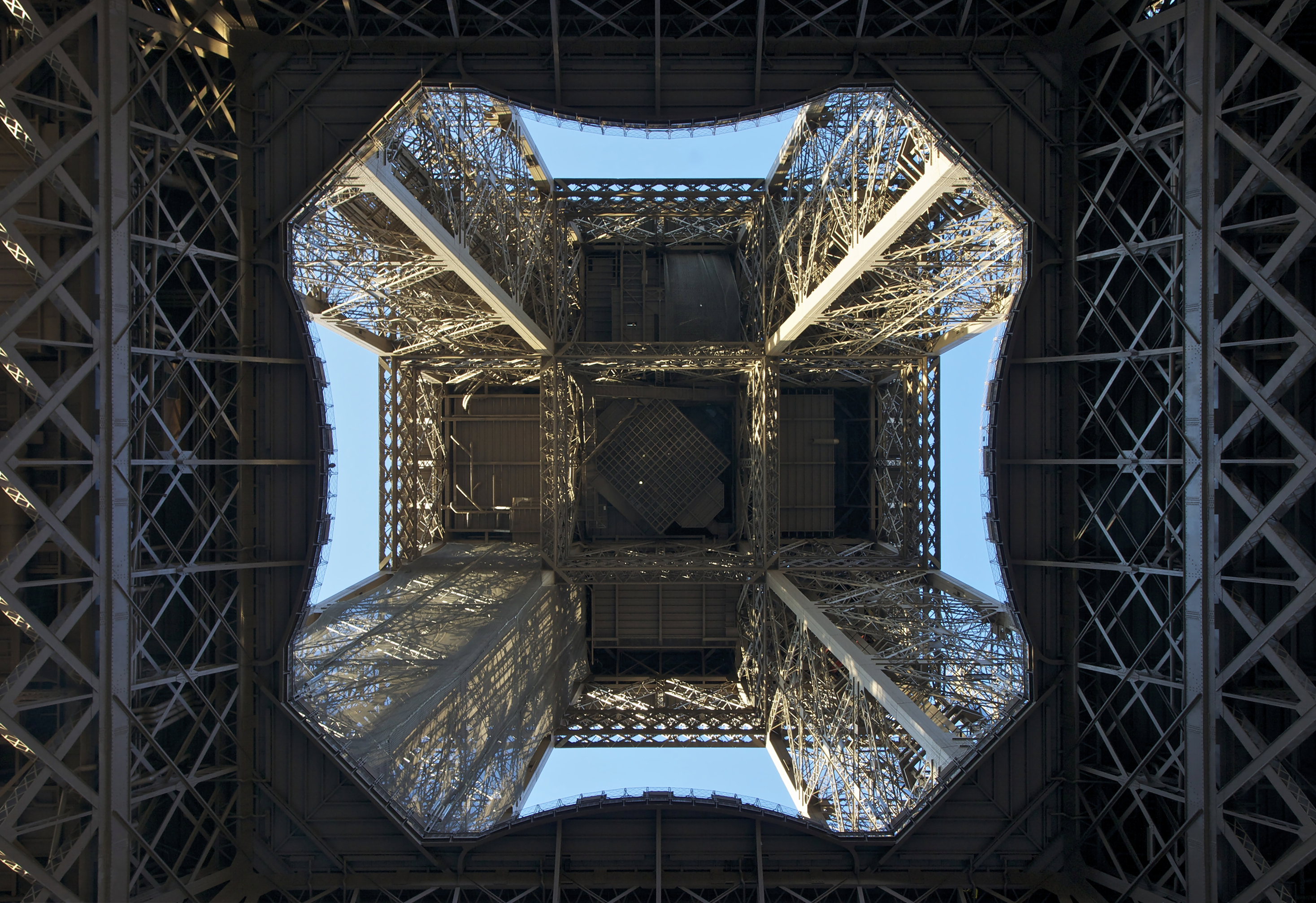
從下方看的艾菲爾鐵塔

艾菲爾鐵塔的結構使用了7,300公噸的熟鐵，若包括非金屬的部份共計約10,000公噸。假設金屬的密度是每立方公尺7.8公噸，將結構用的鐵熔化後，鋪在邊長125公尺的正方形中，鐵的厚度只有約6公分，可見使用材料的節省。因為鐵會热胀冷缩，使得艾菲爾鐵塔的形狀會略為變化，靠近太陽一側的鐵會因為受熱而膨胀，塔頂最多會往遠離太陽的方向移動18公分。
艾菲爾鐵塔由250万个铆钉连接固定。於塔的四个面上共刻有72个法国科学家、工程师与其他知名人士的名字，居斯塔夫·埃菲尔以此来铭记他们做出的贡献。

### 美學
艾菲爾鐵塔被漆成三種色調：頂部較淺到底部逐漸變暗，以配合巴黎的天空。鐵塔剛落成時原本為紅棕色，在1968年改為棕色，又稱為“艾菲爾鐵塔棕色”。當時鐵塔唯一未實現的結構元素是索維斯特中約四個裝飾性格柵的拱門，這有助於使鐵塔從視覺效果看起來更堅固，並使博覽會的入口更加令人印象深刻。
許多流行文化陳腔濫調表示，從巴黎窗戶看到的景色總是能夠看到鐵塔。 實際上，由於分區限制將巴黎大多數建築物的高度限制為七層，因此只有少數高層建築可以清楚地看到鐵塔。艾菲爾鐵塔的維護每七年就會塗刷60噸油漆以防止生鏽，自建成以來，鐵塔至少被重新粉刷過19次。2001年，由於對環境的關注而停止使用含鉛塗料。

## 通訊

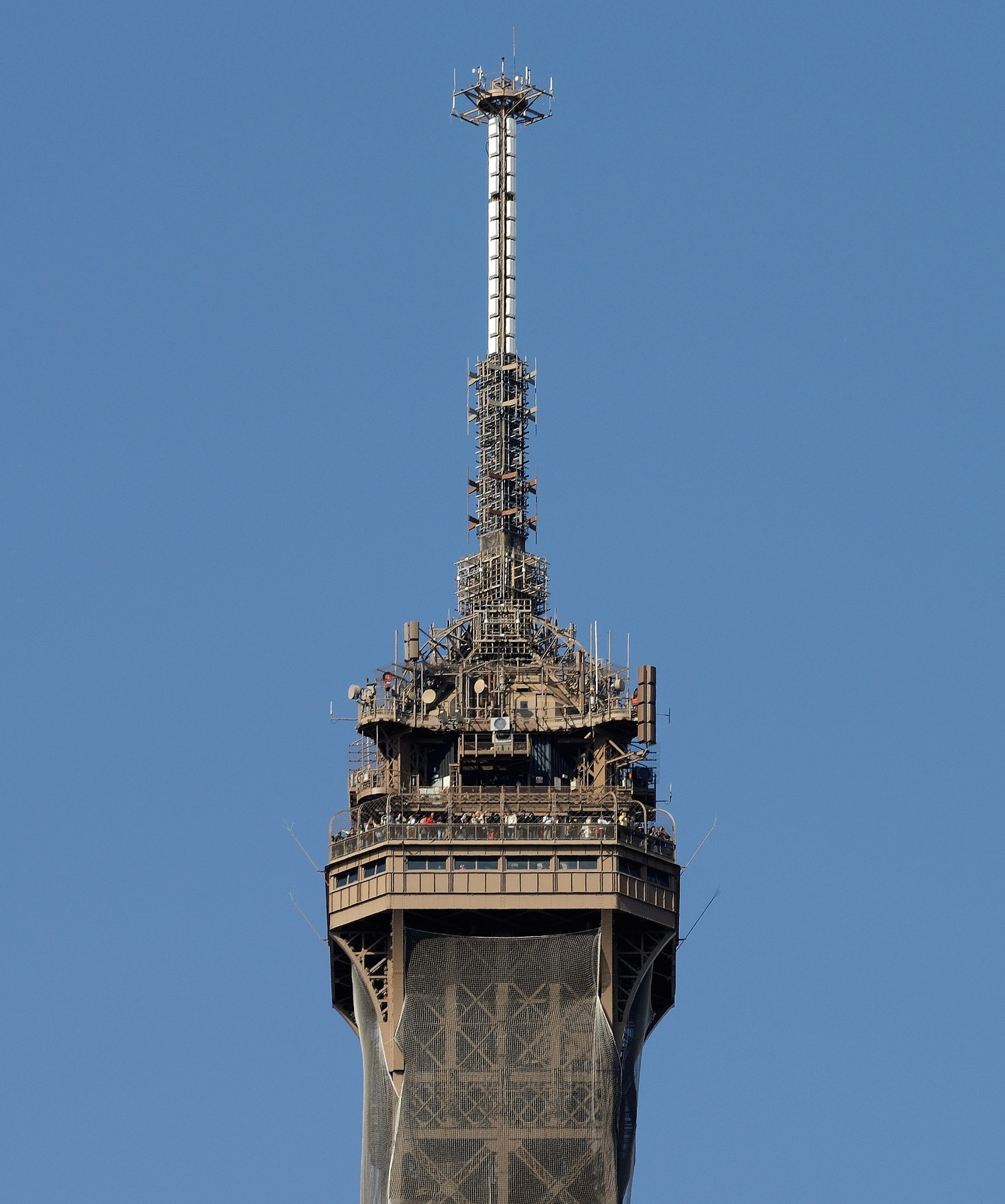
艾菲爾鐵塔圓頂

自20世紀初以來，艾菲爾鐵塔一直用於進行無線電傳輸，1950年代，多組架空輸電線路從圓頂一直延伸到薩夫倫大道和戰神廣場設置錨點。它們與小掩體中的長波發射器相連。1909年，在南柱附近建造了一個永久性的地下廣播中心，至今仍然存在。1913年11月20日，巴黎天文台以鐵塔為天線，與在弗吉尼亞州阿靈頓使用天線的美國海軍天文台交換無線信號。傳輸的目的是測量巴黎和華盛頓特區之間的經度差異，今天，法國廣播和數位電視信號是從埃菲爾鐵塔傳輸的。

### 調頻廣播
| Frequency | kW | Service          |
| --------- | -- | ---------------- |
| 87.8 MHz  | 10 | 法國國際廣播電台 |
| 89.0 MHz  | 10 | RFI Paris        |
| 89.9 MHz  | 6  | TSF爵士          |
| 90.4 MHz  | 10 | 思鄉廣播         |
| 90.9 MHz  | 4  | 尚特法國         |

### 數位電視
電視天線於1957年首次安裝，鐵塔的模擬電視信號於2011年3月8日停止。
| Frequency  | VHF | UHF | kW  | Service      |
| ---------- | --- | --- | --- | ------------ |
| 182.25 MHz | 6   | —   | 100 | Canal+       |
| 479.25 MHz | —   | 22  | 500 | 法国电视二台 |
| 503.25 MHz | —   | 25  | 500 | 法国电视一台 |
| 527.25 MHz | —   | 28  | 500 | 法国电视三台 |
| 543.25 MHz | —   | 30  | 100 | 法国电视五台 |
| 567.25 MHz | —   | 33  | 100 | M6           |

### 高度變化
多年來，艾菲爾鐵塔的頂峰高度發生了多次變化，如下圖所示。
| 年     | 到     | 公尺   | 英尺  | 增加物   | 附註 |
| ------ | ------ | ------ | ----- | -------- | --- |
| 1889年 | 1957年 | 312.27 | 1,025 | 天線     | 建築高度300公尺，是世界上最高的獨立式結構，直到1930年被 克萊斯勒大樓超越，也是世界上最高的塔，直到1956年被KCTV廣播塔超越。 |
| 1957年 | 1991年 | 320.75 | 1,052 | 天線更換 | 增加廣播天線，使其成為世界上最高的塔，直到東京鐵塔於1958年完工。                                                           |
| 1991年 | 1994年 | 317.96 | 1,043 | 天線更換 | |
| 1994年 | 2000年 | 318.7  | 1,046 | 天線更換 | |
| 2000年 | 當前   | 324    | 1,063 | 天線更換 | |

## 旅遊

### 公共設施
原則上，艾菲爾鐵塔一年365天向公眾開放，沒有休息日，只有在強風的情況下才有關閉或限制，總共有600多人受僱於該地標建築或為該地標建築工作。其中有280名在 SETE 工作的行政人員。大約240人受僱於餐館，50人從事紀念品銷售，50人從事其他工作，主要是技術工作。塔內設有郵局，有專門的警察專案組守衛，由於收入相對較高，艾菲爾鐵塔是法國少數幾個不需要任何國家補貼的景點之一。

### 訪客人數和統計數據
早在1889年世界博覽會，就有約190萬人登上了艾菲爾鐵塔。在接下來的十年，遊客人數平均減少到250,000人左右。在1900年世界博覽會期間，艾菲爾鐵塔的參觀人數僅略高於100萬，在隨後的幾年裡，這個數字繼續低於前十年的水平，直到1915-1918年一戰期間鐵塔關閉。當鐵塔在1919年重新開放時，每年的遊客人數增加到近480,000人。尤其是1931年和1937年的國際殖民展覽會，吸引超過800,000名遊客參觀。由於二戰因素，鐵塔於1940年關閉；於1946年6月重新開放。
早在1950年代初，就有大約100萬遊客來到鐵塔，2000年代中期有超過650萬人參觀；在2011年和2014年，這一數字達到了700萬。2011年銷售額更是達到了約8570萬歐元。隨著遊客人數的增加，鐵塔高峰日經達到約35,000人次，人滿為患的情況也導致遊客的等待時間有時會增加到幾個小時 ；2017年9月28日，艾菲爾鐵塔迎來第3億位訪客。

## 圖片版權主張
艾菲爾鐵塔及其呈現方式已經進入了公共領域，不過在1990年6月時法國的法院裁定1989年為慶祝艾菲爾鐵塔一百週年的特殊燈光照明屬於「原創的視覺藝術創造」，受到版權的保護。法國的翻案法院在1992年3月維持此項裁定。艾菲爾鐵塔營運管理公司（SETE）現在認為艾菲爾鐵塔的所有照明都有版權。而艾菲爾鐵塔照片是艾菲爾鐵塔的衍生作品，因此需經法國及一些其他國家允許，才能出版有當代艾菲爾鐵塔夜間照片的攝影集，否則是不合法的。
上述版權的主張一直有爭議。新艾菲尔铁塔开发公司董事迪厄在2005年1月表示「這只是一種管理此類影像應用在商業上的方式，因此影像就不會以我們不許可的方式使用。」不過這也可能用來禁止有艾菲爾鐵塔夜間照片的旅遊圖書出版，也阻礙了有關塔的影像在非營利性和半商業性的應用。公共空間全景照自由是指在拍攝公共空間的全景照時，若拍攝到有版權的藝術作品，不受衍生作品的版權限制，艾菲爾鐵塔的夜間照片是說明公共空間全景照和版權作品衝突的主要案例之一。
依照法國的學說和判例傳統，若一個有版權的作品只是偶爾地在圖片中出現，或者是主要呈現物體的一部份，是可以接受的。依照法律中類似的微量允许原則，SETE不會對包括艾菲尔铁塔及其燈光的巴黎公共空間全景照片主張版權。

## 文化
艾菲爾鐵塔作为法兰西文化裡的标志性传世佳作之一，广泛见之于许多书籍、文艺、美术、装饰品等。

### 艾菲爾鐵塔引發的建塔熱潮
艾菲爾鐵塔的建設為巴黎帶來了顯著的聲望，引發了世界範圍內的鐵塔建設浪潮。許多其他城市，尤其是英國在早期都試圖效仿鐵塔。最早的複製品之一是158.1米高的布莱克浦塔，建於1891年至1894年間，位於海濱度假勝地黑潭。儘管這座塔外觀借鑒埃菲爾鐵塔，但它在建築意義上是成功的，並已被列入英格蘭最高等級（I級）的歷史建築保護，仍然是英格蘭西北部地區的主要旅遊景點。不太成功的是根據類似概念建造的新布萊頓塔（始建於1896 年）；由於鋼格架結構破舊不堪，不得在1920年代拆除。這座 172.8米高的塔樓還有一個基地台，裡面有各種休閒設施，包括英國最大的宴會廳。建成後，這兩座塔樓都是該國最高的建築。
1890年，英國首都倫敦也宣布了一項雄心勃勃的塔樓建設項目。項目設想了300至456公尺高的鋼塔。一年後，沃特金塔在溫布利公園開始建造，預計高358米，比埃菲爾鐵塔高50米。該項目的發起人愛德華·沃特金爵士最初試圖招募艾菲爾本人擔任設計師；然而艾菲爾以愛國為由拒絕了。 當項目用完資金後，沃特金塔只留下一個150英尺的基樁時，該塔最後於1907年拆除。

### 仿製品及設計概念在其他項目的應用

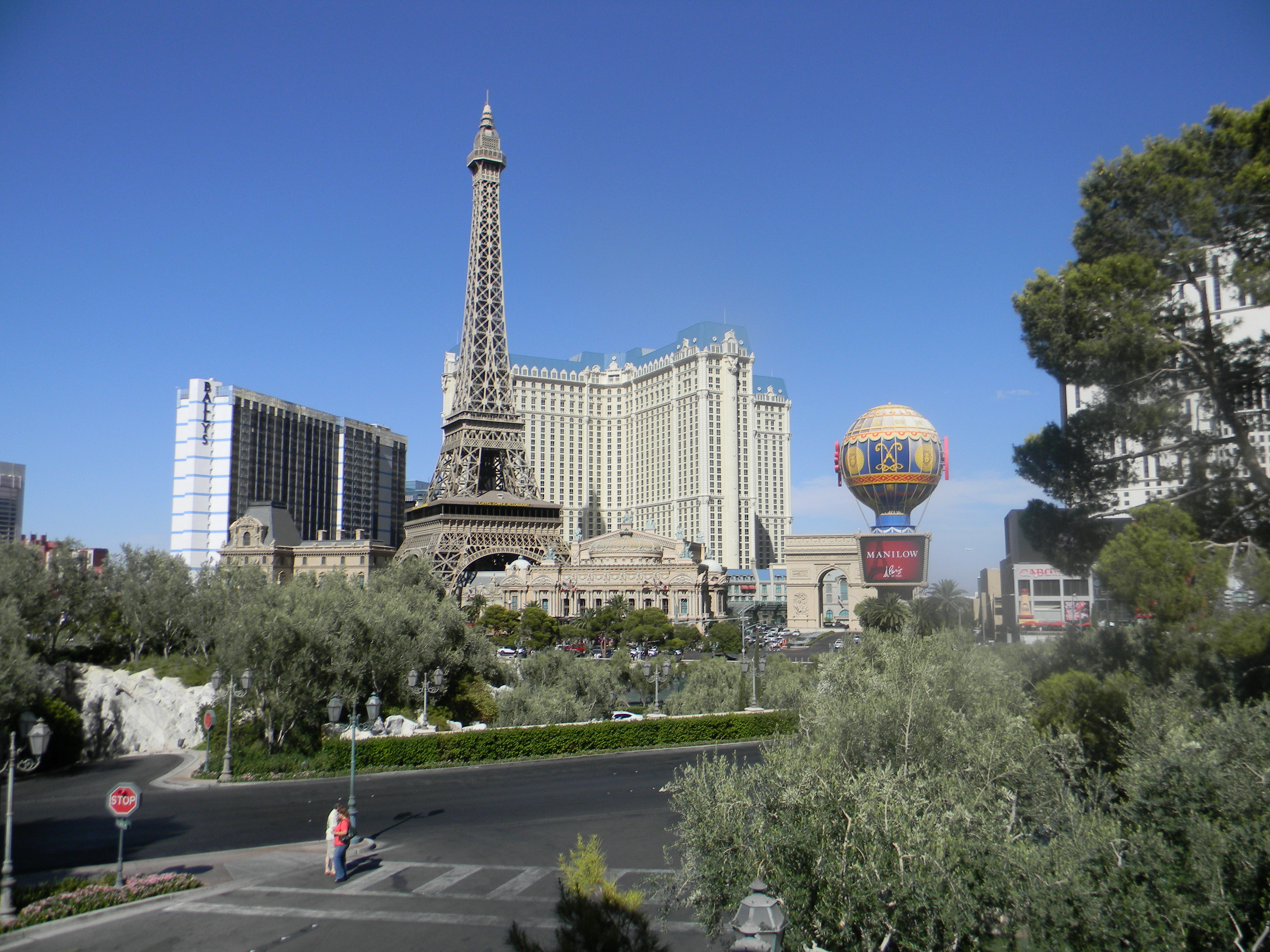
美國內華達州巴黎酒店的仿製品

由於艾菲爾鐵塔的知名度，世界上已出現三十座類似艾菲爾鐵塔的建築，其中包括東京的東京鐵塔、柏林的柏林無線電塔等，其中最高的是在中國哈爾濱的龍塔，高336公尺。另外在美國德克薩斯州及田納西州都有名為「巴黎」的地區，而兩地也都有名為艾菲爾鐵塔的縮小版鐵塔。最新的仿製艾菲爾鐵塔位於澳門的澳門巴黎人，以法國艾菲爾鐵塔的一半比例打造，成為澳門熱門的法式浪漫景點，樓高37層，設法式餐廳及7樓、37樓觀景台，能俯瞰澳門路氹金沙大道各大型酒店景色。

### 建築歷史評估
艾菲爾鐵塔擁有著自身的奠基時代歷史主義風格，將它與周遭19世紀的古典建築區分開來。是繼倫敦水晶宮後，功能主義建築風潮下的重要里程碑，現代土木工程因此恢復了哥特時期後建築形式的統一，使艾菲爾鐵塔處於可與歷史上存在的神聖建築相媲美的位置。由於風壓引起向下增加的應力，使得鐵塔延伸基礎的結構方法以樹木為自然模型，並以廣泛分枝的基底附著在地面上，其對應樹幹的高度逐漸變細，令艾菲爾鐵塔它不僅具有形式上的作用，而且還具有相關技術的先驅，在德國的斯圖加特電視塔(Stuttgart TV Tower) 建造之前，幾乎所有獨立式輸電塔都由基於艾菲爾鐵塔的模型，以及鋼或鐵框架製成的，更艾菲爾鐵塔在建築上的突出地位和評價有著深遠的影響。

### 法國國家象徵的重要性
由於《塔納赫·創世紀篇》所提及的巴別塔，使得「能夠通天的」高塔在過去曾被視為人定勝天的象徵，具有統治天下的含義，當艾菲爾鐵塔完工後，其除了建築成就之外也對法國的民族意識具有重要意義。畢竟鐵塔本身就是在法國大革命的一百週年紀念時完工，並強調了法國在19世紀後期新興的經濟實力。以及國家終於從君主制中解放出來的精神，因此在歷史背景下，艾菲爾鐵塔具有革命紀念碑的功能。對於公眾來說也具有很大的吸引力。使得當時來自法國各省的人們也特地到訪巴黎只為目睹鐵塔本身，使鐵塔也成了不同社会阶级的交匯點，並模糊了階級之間的界限。

### 在文學、音樂、藝術的重要性

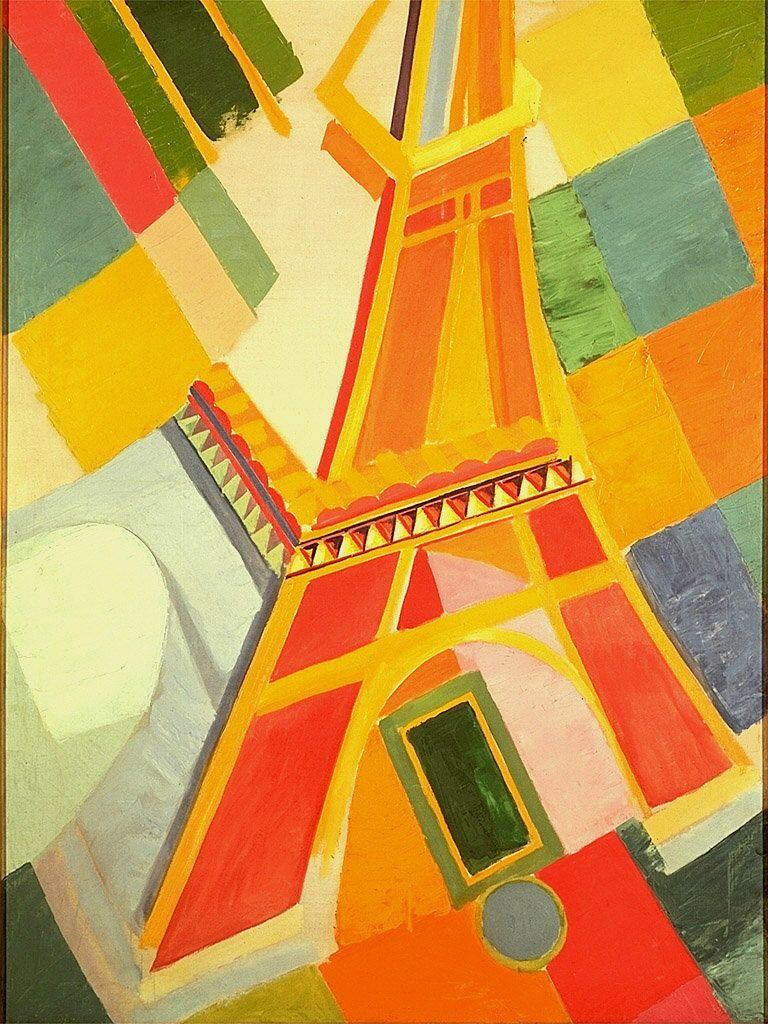
羅伯特·德勞創作的《埃菲爾鐵塔》

早在興建之初，艾菲爾鐵塔就激發了朱爾·凡爾納在1886年8月出版的科幻小說《征服者羅伯》（Robur the Conqueror）中描繪了他對於戰神廣場上一座塔的印象，後在艾菲爾鐵塔開放後，詩人是第一批對於鐵塔本身展開創造的人。作家布萊斯·桑德拉爾（Blaise Cendrars）曾寫下《Turm, Turm der Welt》，智利抒情詩人比森特·維多夫羅則將其描述為「天堂般的吉他」（“Guitarra del cielo”），並於1918年出版了一本名為《Tour Eiffel》的詩集。同時擔任導演的作家让·谷克多曾發表了劇本《艾菲爾鐵塔前的新婚愛侶》（Les mariés de la tour Eiffel），並於1921年6月18日在香榭麗舍劇院以芭蕾舞劇的形式上演，該故事具有超現實主義的主題，場景則發生在位於納米比亞沙漠中部的埃菲爾鐵塔頂上。詩人纪尧姆·阿波利奈尔的《加利格拉姆》中，其中一首詩組成艾菲爾鐵塔的形狀，進一步拋棄了詩歌的形式，開始嘗試用詩句來構成圖案，對後來詩歌形式的發展產生了影響。
艾菲爾鐵塔也在音樂中佔有巨大貢獻。其中如米歇爾·埃梅爾（Michel Emer）的〈mais c'est la Tour Eiffel〉，夏爾·特雷內的〈Y’a d’la joie, la Tour Eiffel part en balade〉，雷歐·費亥（Léo Ferré）的〈Paris portait sa grande croix〉，傑克·瞿彤克（Jacques Dutronc）的〈La Tour Eiffel a froid aux pieds〉和巴斯卡·歐比斯伯（Pascal Obispo）的〈Je suis tombé pour elle〉2009年，愛沙尼亞作曲家阿福·佩爾特創作了交響詩《剪影——向古斯塔夫·艾菲爾致敬》 ，一年後在巴黎首演，在弦樂和打擊樂的交響詩區，佩爾特在作品的結構中再現了塔的建造並將其詩化。
繪畫也與艾菲爾鐵塔密切相關。自19世紀末以來，鐵塔幾乎被一大批國際知名藝術家繪製成各種風格。憑藉其技術特性，作為巴黎最高地標的鐵塔也促成了一場藝術辯論，甚至還為建築和空間表達形式找到了全新的方法。早在1888年完工之前， 喬治·秀拉就畫了一幅名為《艾菲爾鐵塔》(La Tour Eiffel) 的畫作，現在舊金山美術館展出。其他曾繪製鐵塔的著名畫家包括亨利·盧梭、保羅·希涅克、皮爾·波納爾、莫里斯·郁特里羅、馬塞爾·格羅梅爾（Marcel Gromaire）和愛德華·維亞爾等人。拉烏爾·杜菲在1890年繪製了《格勒納勒》（Seine Grenell），圖中遠景的建築物即鐵塔，目前這幅畫則為私人收藏。1913年，馬克·夏卡爾繪製了《窗外的巴黎》，該畫作描繪了巴黎的城市景觀，埃菲爾鐵塔占畫面的主導地位，1954年，夏加爾在《Champ-de-Mars》中再次採用了塔的主題。
羅伯特·德勞內在20世紀繪製了一系列《艾菲爾鐵塔》作品，透過光線的曲折和空間的融合為主題，藉以鐵塔本身和燈光效果以此研究色彩的和諧與相互作用，目前當代的畫家也經常運用艾菲爾鐵塔為主題繪畫。